# Atlético El Vigía
Maillots
Dernière mise à jour : 1er février 2012.
Le Atlético El Vigía est un club de football vénézuélien basé à El Vigía.

## Palmarès
- Championnat du Venezuela de deuxième division (1)
  - Vainqueur : 2007